# Victor Cadet
Victor Antoine Jules Cadet (født 17. juni 1878, død 22. september 1911) var en fransk vandpolospiller og svømmer som deltog i OL 1900 i Paris.
Cadet vandt en sølvmedalje i svømning under OL 1900 i Paris. Han var med på det franske hold Tritons Lillois som kom på en andenplads i holdkonkurrencen i 200 meter.
Han deltog også i vandpoloturneringen.